# Disco Heaven
"Disco Heaven" é uma canção do cantor Holly Johnson, para o seu álbum Soulstream. Foi lançado em formato single em 1999. Contém vocais de Angie Brown. Foi o primeiro single com vídeo musical, lançado cinco anos depois, cuja direcção esteve a cargo do próprio cantor, com ajuda de câmara de Boy George e Jasper Conran.

## Faixas e remixes
Disco Heaven (Edição de rádio de Sicario Club Mix)
Disco Heaven (Remix de Daz & Andy's Heavenly)
Disco Heaven (Sicario Club Mix)
Disco Heaven (Wayne G's Heaven Mix)
Disco Heaven (Edição de Frankie Says...)
Disco Heaven (7" Version)